# Rosario Ibarra

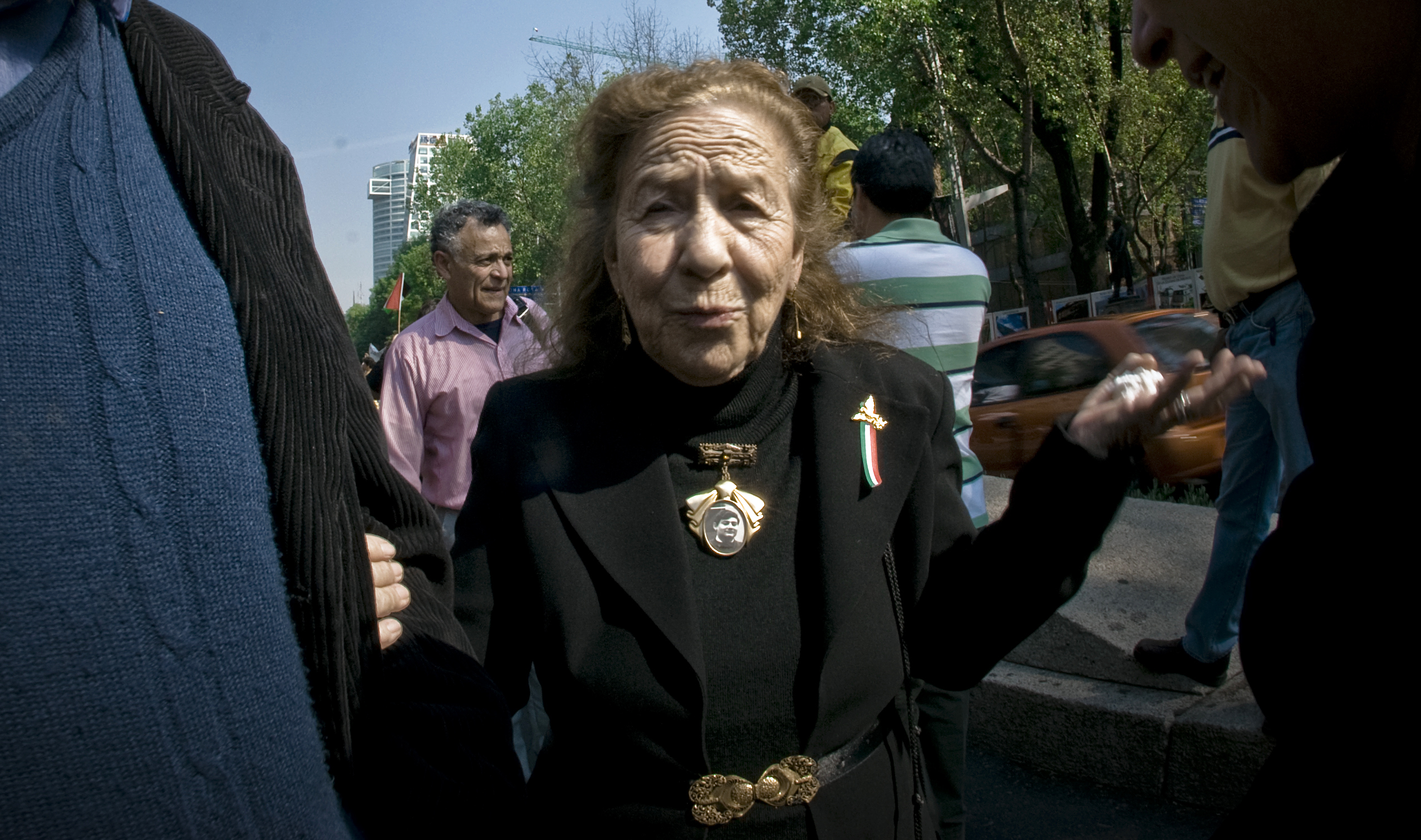
Ibarra in 2009

Rosario Ibarra de Piedra (Saltillo, 24 februari 1927 – Monterrey, 16 april 2022) was een Mexicaanse feministe, politiek activiste en politica.
In 1975 'verdween' haar zoon Jesús Piedra door toedoen van de Mexicaanse geheime dienst. Hierna richtte zij de organisatie Eureka de Desaparecidos op, vergelijkbaar met de Argentijnse Dwaze Moeders, en zette ze zich actief in voor het berechten van de verantwoordelijken van de vuile oorlog in Mexico. Ze wierp zich op als tegenstander van de Institutioneel Revolutionaire Partij (PRI), die Mexico als eenpartijstaat regeerde. Door haar acties, waaronder een hongerstaking wist ze 148 politieke gevangenen vrij te krijgen onder het bewind van José López Portillo (1976-1982).
In 1982 was ze voor de Trotskistische Revolutionaire Arbeiderspartij (PRT) de eerste vrouwelijke presidentskandidaat in Mexico. Ze behaalde 1,8% van de stemmen. Van 1985 tot 1988 zat ze voor de PRT in de Kamer van Afgevaardigden. In 1986 werd Ibarra genomineerd voor de Nobelprijs voor de Vrede.
In 1988 nam ze opnieuw deel aan de presidentsverkiezingen. Ze behaalde dit keer 0,7% van de stemmen en deed vervolgens iets wat waarschijnlijk uniek is in de wereldgeschiedenis: ze klaagde dat ze te veel stemmen had gekregen. De verkiezingen van 1988 waren namelijk met fraude omgeven; de verdenking was dat de PRI Ibarra meer stemmen had toegekend dan ze in werkelijk had, om zo het aantal stemmen voor Cuauhtémoc Cárdenas, die een grotere bedreiging voor de PRI was, naar beneden bij te kunnen stellen.
In 1994, inmiddels was ze overgestapt naar de Partij van de Arbeid (PT), wilde ze opnieuw een gooi naar het presidentschap doen, maar voor de verkiezing trok ze zich terug en sloot ze zich aan bij Cárdeans.
In december 2005 besliste het Hooggerechtshof dat, in tegenstelling tot een eerder vonnis, de moord op haar zoon niet verjaard is, omdat hij officieel nog steeds vermist is. Tevens werd er een arrestatiebevel uitgevaardigd tegen Carlos Solana Macías in verband met de verdwijning. In 2006 werd ze gekozen tot senator voor de Partij van de Democratische Revolutie (PRD).
Ibarra overleed op 16 april 2022 op 95-jarige leeftijd.